# Kenya Uganda Tanganyika

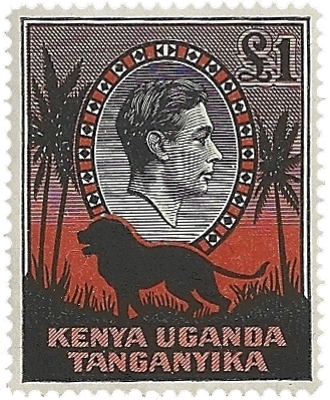
„Kenya Uganda Tanganyika“ mit Georg VI. und Löwe, 1938

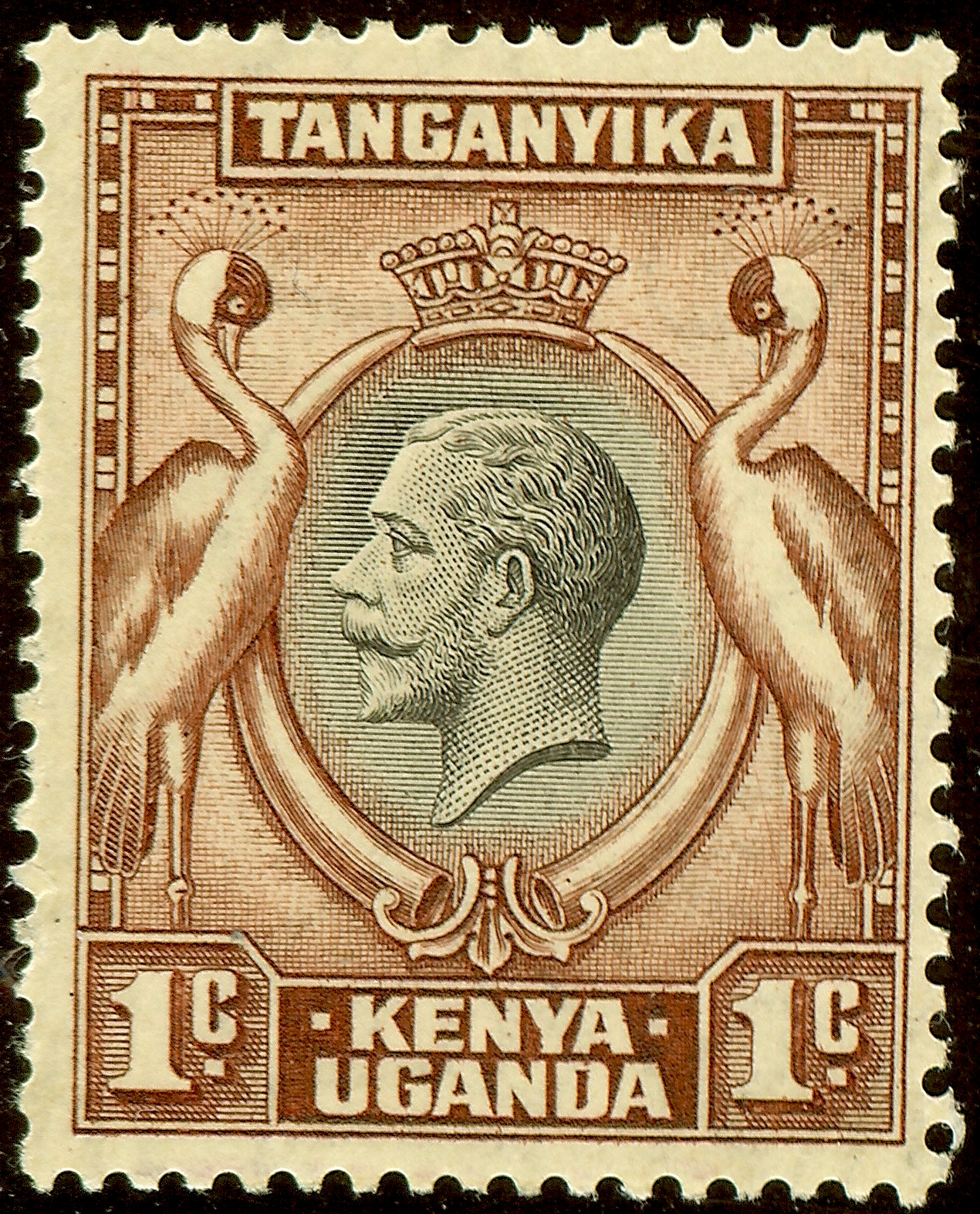
Variante „Tanganyika – Kenya Uganda“, 1935

Kenya Uganda Tanganyika (Abkürzung: KUT) ist die Aufschrift der Briefmarken, die von der Ostafrikanischen Post- und Telekommunikationsverwaltung zwischen 1935 und 1961 für die britischen Kolonien Kenia, Uganda und Tanganjika herausgegeben wurden.

## Vorgeschichte
Das britische Protektorat Britisch-Ostafrika hatte zunächst von 1890 bis 1903 seine eigenen Briefmarken herausgebracht. Genauso wie das britische Protektorat Uganda von 1894 bis 1903 (das sich aus dem  Königreich Buganda entwickelte).
In der Zeit vom 1. April 1903 bis zum 22. Juli 1920 wurden beide dann als East Africa and Uganda Protectorates zusammengefasst.
1920 wurde Britisch-Ostafrika (bis auf einen sehr kleinen Küstenstreifen) zur Kronkolonie Kenia umfunktioniert. Fortan waren die Briefmarken mit Kenya and Uganda gekennzeichnet. 
Obwohl Tanganjika schon seit 1919 ein britisches Mandatsgebiet war, kamen die ersten Briefmarken mit der Aufschrift Kenya Uganda Tanganyika erst 1935 zur Silbernen Hochzeit von König George V. in Umlauf.
Die KUT sind somit die Nachfolger der Briefmarken mit der Aufschrift East Africa and Uganda (1903–1920) bzw. Kenya and Uganda (1920–1935).

## Verlauf
Die Aufschrift Kenya Uganda Tanganyika wurde bis zur Unabhängigkeit Kenias, Ugandas und Tanganjikas (1961) beibehalten. Obwohl die drei Staaten eigene Briefmarken herausbrachten, wurden von der East African Common Services Organisation für die Olympischen Sommerspiele 1964 Briefmarken mit der Aufschrift Kenya Uganda Tanganyika Zanzibar in Umlauf gebracht. Sansibar wurde zwar auf den Marken geschrieben, aber sie wurden nie dort ausgegeben.
Als Tanganjika sich mit Sansibar zu Tansania zusammenschloss, erschienen Briefmarken mit der Aufschrift Kenya Tanzania Uganda. Diese Marken wurden parallel zu den Ausgaben der unabhängigen Staaten veröffentlicht. Dies endete erst Anfang 1976.